# HD 85512 b
HD 85512 b — екзопланета, що обертається навколо оранжевого карлика HD85512 в сузір'ї Вітрил.

## Характеристики
HD 85512 b знаходиться в 36 світлових роках від Сонця. Планета в 3,6 разів масивніше Землі і є найменшою з відкритих методом радіально-променевих швидкостей, а також другою відкритою планетою, що знаходиться в зоні проживання. Відкриття зроблене в серпні 2011 року за допомогою спектрографа HARPS, встановленого на 3,6-метровому телескопі обсерваторії Ла-Сілья в Чилі. Рівноважна температура поверхні планети складає близько 25°C при альбедо 0,3. У разі, якщо планета має атмосферу, подібну земній, з парниковим ефектом, то приповерхнева температура складе 78°C. Сила тяжіння планети в 1,4 рази вище земної, велика ймовірність наявності рідкої води (в залежності від властивостей атмосфери планети).
Материнська зірка HD 85512 b світить слабкіше Сонця у 8 разів, при цьому відстань від планети до її зірки становить приблизно 0,26 а. о.
Планета вважалася потенційно населеною, до того як критерій населеності був змінений.